# Référendum constitutionnel arménien de 2003
Le référendum constitutionnel arménien de 2003 est un référendum ayant eu lieu le 25 mai 2003 en Arménie. Il porte sur la modification de la constitution pour réduire le poids du président, lié à l'adhésion de l'Arménie au Conseil de l'Europe. Il a eu une participation de 52,1 % et a été approuvé à 50,5 %. Cependant, celui-ci n'a pas atteint le quorum nécessaire de par la faible proportion du corps électoral ayant répondu positivement au référendum.